# Samuel Blixen
Samuel José Andrés Blixen Claret (Montevidéu, 29 de agosto de 1867 — Montevidéu, 22 de maio de 1909) foi um escritor, dramaturgo, jornalista e docente uruguaio. Fundou e dirigiu o semanário Rojo y Blanco, cuja primeira edição foi lançada em 17 de junho de 1900.

## Obras

### Ensaios
- Cobre Viejo (coleção de Artigos, editado em Casa de Vázquez Cores, Dornaleche y Reyes, Montevidéu. 1890)
- Prolegómenos de literatura e historia compendiada de las literaturas de oriente desde su origen hasta el IV siglo de nuestra era (editor A. Barreiro y Ramos. Librería Nacional, Imprenta Artística de Dornaleche y Reyes, Montevidéu. 1892)
- Estudio compendiado de la literatura contemporánea Tomo I (editor Dornaleche y Reyes, Montevidéu 1894)
- Estudio compendiado de la literatura contemporánea Tomo II (editor Dornaleche y Reyes, Montevidéu 1894)
- Leyendas guaraníes: Impresiones, tradiciones, anécdotas (junto a Oriol Solé Rodríguez. Dornaleche y Reyes. 1902)
- Sangre de hermanos (junto a Ángel Adami. Talleres A. Barreiro y Ramos, Montevidéu, 1905)[2]
- Casos, dichos y anécdotas. Florilegio del ingenio rioplatense (editor A. Barreiro y Ramos, Montevidéu. 1909)

### Teatro
- Un cuento del Tío Marcelo: Boceto teatral en un acto (livraria de Vázquez Cores, Dornaleche y Reyes. 1891)
- Frente a la muerte: Obra teatral en un acto (Impr. Artística. 1892)
- Jauja: Cuento de hadas en tres actos (1895)
- Primavera: "Scherzo" teatral en un acto (La Razón. 1896)